# Solari Bay
Die Solari Bay (englisch; bulgarisch залив Солари saliw Solari) ist eine 4,5 km lange und 11,2 km breite Bucht an der Nordenskjöld-Küste des Grahamlands auf der Antarktischen Halbinsel. Sie liegt nördlich des Balvan Point und südlich des östlichen Ausläufers des Richard Knoll. Die Bucht entstand durch das Auseinanderbrechen des Larsen-Schelfeises zum Ende des 20. Jahrhunderts und infolge des anschließenden Rückzugs des Drygalski-Gletschers.
Kartiert wurde sie 2012. Die bulgarische Kommission für Antarktische Geographische Namen benannte sie 2011 nach einer Ortschaft im Norden Bulgariens.